# أنجانيت كومر
أنجانيت كومر (بالإنجليزية: Anjanette Comer)‏ هي ممثلة أمريكية، ولدت في 7 أغسطس 1939 في الولايات المتحدة.

## وصلات خارجية
- أنجانيت كومر على موقع IMDb (الإنجليزية)
- أنجانيت كومر على موقع ألو سيني (الفرنسية)
- أنجانيت كومر على موقع أول موفي (الإنجليزية)
- أنجانيت كومر على موقع قاعدة بيانات الأفلام السويدية (السويدية)
- أنجانيت كومر على موقع إن إن دي بي (الإنجليزية)
- أنجانيت كومر على موقع قاعدة بيانات الفيلم (الإنجليزية)
- أنجانيت كومر على موقع كينوبويسك (الروسية)